# DFS Classic 2007
Il DFS Classic 2007  è stato un torneo di tennis giocato sull'erba.
È stata la 26ª edizione del DFS Classic, che fa parte della categoria Tier III nell'ambito del WTA Tour 2007.
Si è giocato al Edgbaston Priory Club a Birmingham in Inghilterra,
dall'11 al 17 giugno 2007.

## Campionesse

### Singolare
Jelena Janković ha battuto in finale  Marija Šarapova con il punteggio di 4–6, 6–3, 7–5.

### Doppio
Yung-jan Chan /  Chia-jung Chuang hanno battuto in finale  Tiantian Sun /  Meilen Tu con il punteggio di 7–6(3), 6–3.